# Comutativitate
O funcție de două variabile (sau o operație binară) se numește comutativă dacă inversând variabilele se obține același rezultat. De exemplu adunarea numerelor reale este o operație comutativă, pentru că
{\displaystyle a+b=b+a}.

## Definiție
Adunarea si scăderea numerelor zecimale
Fie funcția
{\displaystyle f\colon A\times A\rightarrow B}
Această funcție se numește comutativă dacă oricare ar fi două elemente {\displaystyle x} și {\displaystyle y} ale mulțimii {\displaystyle A}, funcția {\displaystyle f} aplicată acestora are același rezultat indiferent de ordinea variabilelor. În simboluri matematice,
{\displaystyle f(x,y)=f(y,x)\quad \forall x,y\in A}

## Exemple
Adunarea și înmulțirea numerelor reale și complexe sînt comutative, în schimb scăderea și împărțirea lor nu sunt; scăderea se numește anticomutativă pentru că rezultatul își schimbă semnul în funcție de ordinea operanzilor. Adunarea matricelor este comutativă, dar înmulțirea lor nu este. Adunarea vectorilor, intersecția și reuniunea mulțimilor sunt și ele comutative. Compunerea funcțiilor nu este comutativă. Un șir de două mișcări la cubul lui Rubik este general necomutativ, întrucît cu excepția unor cazuri particulare rezultatul final depinde de ordinea operațiilor.